# FC ViOn Zlaté Moravce
FC ViOn Zlaté Moravce é uma equipe eslovaca de futebol com sede em Zlaté Moravce. Disputa a primeira divisão da Eslováquia (Campeonato Eslovaco de Futebol).
Seus jogos são mandados no Štadión FC ViOn, que possui capacidade para 3.787 espectadores.

## História
O FC ViOn Zlaté Moravce foi fundado em 22 de janeiro de 1995.

## Elenco
Última atualização: 13 de março de 2015
Nota: Bandeiras indicam equipe nacional, conforme definido pelas regras de elegibilidade da FIFA. Os jogadores podem ter mais de uma nacionalidade não-FIFA.
| N.º |            | Posição | Jogador                |
| --- | ---------- | ------- | ---------------------- |
| 3   | Sérvia     | D       | Filip Ungar            |
| 4   | Áustria    | D       | Toni Tipurić           |
| 5   | Eslováquia | D       | Patrik Pavlenda        |
| 6   | Eslováquia | M       | Márius Charizopulos    |
| 7   | Canadá     | M       | Stefan Cebara          |
| 8   | Eslováquia | M       | Peter Mazan            |
| 9   | Croácia    | A       | Armando Mance          |
| 11  | Eslováquia | D       | Michal Pintér          |
| 12  | Eslováquia | D       | Martin Chren (Capitão) |
| 16  | Letónia    | M       | Andrejs Kiriļins       |

| N.º |            | Posição | Jogador        |
| --- | ---------- | ------- | -------------- |
| 18  | Eslováquia | M       | Peter Orávik   |
| 19  | Eslováquia | M       | Kamil Karaš    |
| 21  | Eslováquia | M       | Július Szöke   |
| 24  | Eslováquia | G       | Jozef Novota   |
| 25  | Eslováquia | M       | Martin Juhar   |
| 28  | Eslováquia | D       | Martin Vrablec |
| 30  | Eslováquia | G       | Pavel Kováč    |
| 31  | Eslováquia | A       | Karol Pavelka  |
| 32  | Eslováquia | M       | Tomáš Mikinič  |
| 77  | Eslováquia | M       | Patrik Sabo    |